# 세타군

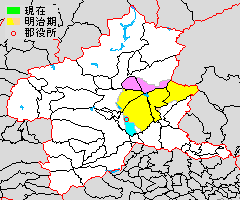
군마현 세타군의 범위(노랑·연노랑:제1차, 제2차에 모두 소속. 분홍:제1차만 소속. 하늘색:제2차만 소속. 연노랑:후에 다른 군에 편입된 구역)

세타군(勢多郡)은 일본 군마현(고즈케국)에 있던 군이다.

## 군역

### 세타군 (제1차)
대체로 위 구역을 합친 것이지만, 행정 구역으로 확정된 것은 아니다.

### 세타군 (제2차)
1896년 행정 구역으로 발족할 당시의 군역은 현재의 행정 구역으로 아레 구역에 해당한다.
- 마에바시시(아래의 세 구역을 제외)

1. 1892년 시제 시행 시에 마에바시시였던 구역.
2. 도네강 서안
3. 산노마치, 니시젠마치, 나카우치마치, 히가시젠마치 및 산노마치잇초메·니초메의 일부

- 시부카와시의 일부
- 기류시의 일부
- 미도리시의 일부

## 역사

### 세타군 (제1차)
- 1878년 12월 7일 - 군구정촌 편제법이 군마현에서 시행되면서, 세타군 중 아카기산 북측의 13촌 구역에 기타세타군(北勢多郡), 아카기산 남측의 1정 15촌 구역에 미나미세타군(南勢多郡)이 각각 발족. 당일 세타군이 폐지됨.

### 세타군 (제2차)

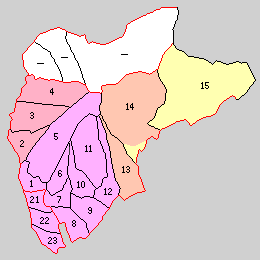
1.미나미타치바나촌 2.기타타치바나촌 3.요코노촌 4.시키시마촌 5.후지미촌 6.하가촌 7.가이가야촌 8.기세촌 9.아라토촌 10.오고촌 11.미야기촌 12.가스카와촌 13.니사토촌 14.구로호네촌 15.아즈마촌 22.가미카와후치촌 23.시모카와부치촌 (분홍:마에바시시 빨강:시부카와시 등색:기류시 노랑:미도리시 21.당시 마에바시시, -는 근세에 세타군에 포함되는 지역)

- 1896년 4월 1일 - 군제 시행에 따라 히가시군마군·미나미세타군의 관할 구역을 가지고 세타군(제2차)이 발족. 아래의 촌이 소속됨.(17촌)
  - 구 히가시군마군(2촌) - 가미카와후치촌(上川淵村), 시모카와부치촌(下川淵村):현 마에바시시
  - 구 미나미세타군(15촌)
    - 미나미타치바나촌(南橘村): 현 마에바시시
    - 기타타치바나촌(北橘村), 요코노촌(横野村), 시키시마촌(敷島村): 현 시부카와시
    - 후지미촌(富士見村), 하가촌(芳賀村), 가이가야촌(桂萱村), 기세촌(木瀬村), 아라토촌(荒砥村), 오고촌(大胡村), 미야기촌(宮城村), 가스카와촌(粕川村): 현 마에바시시
    - 니사토촌(新里村), 구로호네촌(黒保根村): 현 기류시
    - 아즈마촌(東村): 현 미도리시
- 1899년 5월 24일 - 오고촌이 정제 시행으로 오고정(大胡町)이 됨.(1정 16촌)
- 1901년 4월 1일 - 가미카와후치촌의 일부가 마에바시시에 편입.
- 1951년 4월 1일 - 가이가야촌의 일부가 마에바시시에 편입.
- 1954년
  - 4월 1일 - 가미카와후치촌·시모카와부치촌·芳賀村·가이가야촌이 군마군 소자정·모토소자촌·아즈마촌과 함께 마에바시시에 편입.(1정 12촌)
  - 6월 4일 - 미나미타치바나촌의 일부가 마에바시시에 편입.
  - 9월 1일 - 미나미타치바나촌이 마에바시시에 편입.(1정 11촌)
- 1955년 4월 1일 - 기세촌의 일부가 마에바시시에 편입.
- 1956년)9월 1일 - 요코노촌·시키시마촌이 합병하여, 아카기촌(赤城村)이 발족.(1정 10촌)
- 1957년
  - 2월 20일 - 기세촌·아라토촌이 합병하여, 조난촌(城南村)이 발족.(1정 9촌)
  - 10월 10일 - 조난촌의 일부가 마에바시시에 편입.
- 1958년 2월 1일 - 구로호네촌의 일부가 야마다군 오마마정에 편입.
- 1960년 4월 1일 - 조난촌의 일부가 마에바시시에 편입.
- 1967년 5월 1일 - 조난촌이 마에바시시에 편입.(1정 8촌)
- 2004년 12월 5일 - 오고정·가스카와촌·미야기촌이 마에바시시에 편입.(6촌)
- 2005년 6월 13일 - 구로호네촌·니사토촌이 기류시에 편입.(4촌)
- 2006년
  - 2월 20일 - 아카기촌·기타타치바나촌이 시부카와시 및 기타군마군 이카호정·고모치촌·오노가미촌과 합병하여, 새로이 시부카와시(渋川市)가 발족, 군에서 이탈.(2촌)
  - 3월 27일 - 아즈마촌이 야마다군 오마마정·닛타군 가사카케정과 합병하여 미도리시(みどり市)가 발족, 군에서 이탈.(1촌)
- 2009년 5월 5일 - 후지미촌이 마에바시시에 편입. 이날 세타군은 소멸됨.

## 참고 문헌
- 《가도카와 일본 지명 대사전》 편집위원회, 편집. (1988년 6월 1일). 《가도카와 일본 지명 대사전》. 10 군마현. 가도카와 쇼텐. ISBN 4040011007.

## 같이 보기
- 미나미세타군
- 기타세타군
- 히가시군마군